# Partit Autonomista Bretó
El Partit Autonomista Bretó (bretó Strollad Emrenerien Vreizh, SEV) fou un partit nacionalista bretó que funcionà del 1927 al 1931. Fou fundat en el congrés de Breizh Atao a Rosporden per la plana major de l'Unvaniez Yaouankiz Vreiz (UYV : Unió del Jovent Bretó) i en formaren el grup directiu Olier Mordrel, Morvan Marchal, i Maurice Duhamel. Aquest grup havia col·laborat d'antuvi amb la Unió Regionalista Bretona i la Federació Regionalista de Bretanya, però poc després radicalitzarien llurs postures i demandes nacionalistes, i endemés eren partidaris del laïcisme i de l'avantguardisme, de manera que d'ençà dels anys 30 s'orientarien fàcilment per la dreta radical i autoritària.
El secretari general era Yann Bricler. A Quimper, es reuniren en congrés representants de Bretanya, de l'Alsàcia-Lorena i de la Còrsega signaren la carta fundacional del Comité Central des Minorités Nationales de France. Els convidats foren els autonomistes alsacians Paul Schall i Hermann Bickler, l'autonomista cors Petru Rocca, el flamenc Franz Wielders, i més discretament Hans-Otto Wagner, qui assegurarà les relacions entre el moviment bretó i l'Abwehr. Publicarien fins al 1939 la revista Peuples et frontières, tancada aleshores per ordre del govern francès.
Pel setembre del 1927 se celebraria el Primer congrés del PAB a Rosporden, patrocinat per Breizh Atao, i que inclouria antics membres del FRB com M. Duhamel i el grup War Zao de Gwengamp, escissió esquerrana del SEV. Hi participaren 300 simpatitzants, i els líders tenien un gran hiperactivisme polític i intel·lectual (Mordrel, Fransez Debauvais, Duhamel), de manera que intentaren coordinar-se amb mambres d'altres nacionalitats franceses a trevés del ja esmenat CCMNF. Per aleshores, Maurice Duhamel formularia un federalisme cooperatiu a escala europea, on els unitats bàsiques havien de ser les "nacionalitats naturals", definides per la llengua i la història i que estaven per damunt de les fronteres estatals. En el seu llibre La question bretonne dans son cadre européen (1929) considerava com a objectiu immediat transformar França en un estat federal i encadenar-lo a un procés d'unitat a escala europea.
En el Programa del Congrés de Kastellin del 1928, però, no va fer a penes propostes de caràcter econòmic i social per tal d'evitar tensions internes. Per altra banda, l'activisme polític del PAB i el cultural de Gwalarn amb l'augment de les relacions dels bretonistes a nivell internacional no es van veure acompanyades d'un creixement organitzatiu. El simplisme i la incoherència de molts dels seus raonaments polítics els va impedir guanyar adeptes en el món obrer. D'aquesta manera, la Federation de Travailleurs Bretons només aplegà un centenar de treballadors de Roazhon, i la secció sindical de Breizh Atao només aplegaria una dotzena d'estudiants. Tenien poca base social, i entre els seus fundadors hi havia petits comerciants (20%), professionals liberals (16%), escriptors i sacerdots catòlics (15%), treballadors qualificats (10%), funcionaris (12%), obrers (5%), pagesos propietaris (4%), pescadors (1%) i altres (2%). Es produeix així una forta descompensació entre el nivell d'elaboració teòrica, les relacions exteriors i la força electoral i projecció social.
Entre el 18 d'agost del 1928 i el 1929 celebraren el Segon Congrés a Kastellin, amb convidats delegats irlandesos, gal·lesos, corsos, flamencs i alsacians. Intentaren atraure's als regionalistes demanant una autonomia política que no s'oposés als interessos francesos, alhora que condemnaven el provincialisme, tot i que sense pronunciar-se sobre el separatisme. També apostaven pel modernisme i defugien el tradicionalisme, tot i que reclamaven el retorn de Bretanya a la situació política del 1532.
L'any 1930 el sector federalista i esquerrà del PAB, dirigit per Yann-Morvan Gefflot, René-Yves Creston i Fañch Eliès Abeozen va promoure una Ligue Federaliste de Bretagne (LFB), però va ser un fracàs. La seva projecció electoral fou nul·la, ja que a les eleccions parcials fetes a Gwengamp l'abril del 1930 només obtingueren el 0,02% i l'octubre del 1930, en unes parcials a Roazhon Sud, un 0,49% (80 vots dels 16.084 en joc).
Aquest fracès electoral detonaria les divisions dins el moviment. Després del Congrés de Roazhon de febrer del 1931, per una banda, Duhamel i Morvan Marchal s'escindiren el setembre del mateix any i marxaren amb la LFB, de caràcter esquerrà liberal i federalista, però elitista i minoritari amb una vida poc activa. D'altres grups d'esquerres escindits foren el Parti Breton National Revolutionnaire (PBNR), escindit l'agost del 1931, proper al diari Ar Falz (La Falç, 1933-1935) de Yann Sohier, però no aconseguí que el PAB s'esquerranitzés ni que el PCF acceptés el bretonisme.
El sector més dretà, dirigit per Olier Mordrel, que havia fundat la revista Stur, el 1932 s'aplegarà en el nou Partit Nacional Bretó